# Irene Asscher-Vonk
Irene Petronella Asscher-Vonk (Amsterdam, 1944) is een Nederlands juriste, gespecialiseerd in het arbeidsrecht.
Asscher-Vonk studeerde rechten aan de Universiteit van Amsterdam. Ze promoveerde in 1989 aan de UvA op het proefschrift Toegang tot de dienstbetrekking. Later werd ze hoogleraar sociaal recht aan de Radboud Universiteit Nijmegen. Zij was kroonlid van de SER en bekleedde commissariaten bij vele bedrijven waaronder Nutricia, Rabobank, KLM en Arriva. Ook was zij voorzitter van de Museumvereniging.
Van 24 augustus 2007 tot 30 maart 2019 was zij commissaris bij sigarettenfabrikant Philip Morris Holland.
Asscher-Vonk was getrouwd met jurist Bram Asscher tot zijn dood in 2018; het echtpaar had vier kinderen. Eén van haar zoons is Lodewijk Asscher. Zijzelf is dochter van Wilhelmina Sophia Anna Catharina van Steenhoven en violist Frans Vonk, zij is een zus van dirigent Hans Vonk.
- CiNii: DA00951680
- International Standard Name Identifier: 0000 0001 1662 1934
- NARCIS: PRS1238073
- Nationale Bibliotheek van Israël: 987007450108305171
- LIBRIS: 37114
- Système universitaire de documentation: 035182695
- Virtual International Authority File: 66605512